# 1854 في فرنسا
فيما يلي قوائم الأحداث التي وقعت خلال عام 1854 في فرنسا.

## ظهور
- 1 يناير – بلو دوفيرن
- 1 يناير – لادوريه

## مواليد

### فبراير
- 4 فبراير – لويس هنري عالم نبات فرنسي.
- 16 فبراير – كليمان هوارت دبلوماسي فرنسي.

### أبريل
- 19 أبريل – تشارلز أنغراند رسام فرنسي.
- 29 أبريل – هنري بوانكاريه

### سبتمبر
- 10 سبتمبر – شارل سينيوبوس مؤرخ فرنسي.

### أكتوبر
- 20 أكتوبر – آرثر رامبو

### نوفمبر
- 5 نوفمبر – بول ساباتييه
- 17 نوفمبر – هوبير ليوطي ضابط فرنسي.

## وفيات

### فبراير
- 27 فبراير – بيار أنطوان بواتو (مواليد 1766) عالم نبات فرنسي.
- 27 فبراير – فليستيه دي لامنيه (مواليد 1782)

### مارس
- 13 مارس – جوزيف دو فيليل (مواليد 1773) سياسي فرنسي.

### سبتمبر
- 29 سبتمبر – سانت آرنو (مواليد 1801)

### ديسمبر
- 28 ديسمبر – جان باتيست بوفير (مواليد 1783)